# Ninja Baseball Bat Man
Ninja Baseball Bat Man, uscito in Giappone con il titolo Yakyū kakutō League Man (野球格闘リーグマン?, Yakyū kakutō Rīgu Man), è un videogioco arcade picchiaduro a scorrimento sviluppato e pubblicato da Irem nel 1993.

## Modalità di gioco
Il gioco consente di giocare contemporaneamente fino a 4 giocatori. Ogni giocatore può selezionare uno dei 4 personaggi disponibili: Captain Jose (di colore rosso), Twinbats Ryno (di colore verde), Beanball Roger (di colore giallo) e Stick Straw (di colore blu). Lo scopo del gioco è quello di recuperare per conto del Commissario del Baseball diversi cimeli dorati rubati dalla Baseball Hall of Fame. Ogni stage si svolge in diverse città degli Stati Uniti d'America e in ognuno di essi i giocatori devono combattere contro un boss, che una volta sconfitto permetterà loro di recuperare uno dei cimeli rubati.
Come il precedente gioco arcade picchiaduro di Irem, Undercover Cops, Ninja Baseball Bat Man presenta personaggi giocabili che dispongono di diverse mosse di combattimento eseguibili con i comandi impartiti tramite un joystick a 8 direzioni e due pulsanti (attacco e salto), comprese le azioni che sacrificano parte della propria barra vitale per eliminare tutti i nemici che compaiono sullo schermo. Il videogioco consente inoltre ai giocatori di eseguire combo, lanci e attacchi rapidi contro diversi nemici. Quando la barra della salute di un giocatore lampeggia in rosso, è possibile eseguire più mosse finché il giocatore non ricarica oppure perde completamente la propria barra vitale. Tra gli oggetti che si possono raccogliere nel corso della partita ci sono pietanze (sia americane sia giapponesi) per ripristinare la salute, armi alternative (come palle da baseball e shuriken) oppure oggetti che richiamano un gruppo di cheerleader per eliminare automaticamente i nemici sullo schermo o far cadere una grande quantità di cibo. Ci sono anche minigiochi alla fine di ogni boss (escluso quello finale).

## Sviluppo
Irem America aprì la sua sede negli Stati Uniti nel 1988 a Redmond; tra i propri dirigenti figuravano Frank Ballouz (fondatore di Fabtek, un'azienda di kit video, ed ex editore nordamericano di diverse macchine arcade di Seibu Kaihatsu e TAD Corporation) e Drew Maniscalco (che si occupava delle vendite di Irem per il mercato nordamericano). All'epoca Maniscalco creò il concept di Ninja Baseball Bat Man (compreso il titolo, la trama e i personaggi) e lo concesse in licenza a Irem America nel 1991. Per illustrare i bozzetti dei personaggi, Maniscalco ingaggiò Gordon Morison, celebre disegnatore di flipper della Gottlieb.
L'idea di Maniscalco nacque dopo aver letto l'elenco dei film di maggior incasso dell'epoca su un numero del quotidiano USA Today, tra cui figuravano Tartarughe Ninja alla riscossa e uno dei film di Batman (probabilmente Batman - Il ritorno). Successivamente iniziò a creare i propri personaggi modellandoli sulla base di questi film, dotandoli inoltre di mazze e palle da baseball (oltre che del relativo vestiario), essendo Maniscalco un appassionato di questo sport.
Originariamente Ninja Baseball Bat Man avrebbe dovuto essere un classico platform simile a Super Mario Bros., ma siccome all'epoca andavano per la maggiore i picchiaduro con 4 giocatori si virò alla fine su questa tipologia di videogioco. Mentre il titolo e i personaggi erano modellati sulle idee di Maniscalco, la divisione giapponese di Irem programmò il videogioco, modificando l'aspetto del suo prototipo.
Durante lo sviluppo dell'originaria versione platform, i due personaggi principali erano stati chiamati "Willie" e "Mickey", ispirandosi ai due giocatori di baseball preferiti da Maniscalco nella sua infanzia, Willie Mays e Mickey Mantle. Successivamente, nel corso dello sviluppo della versione picchiaduro a 4 giocatori, i nomi provvisori dei 4 personaggi principali divennero Captain Jeff (rosso), Nunchaks Sugar (verde), Hammer' Eddy (giallo) e Naginata Jimmy (blu). Alla fine Maniscalco stabilì i nomi definitivi dei 4 protagonisti ispirandosi ad altrettanti giocatori di baseball in voga all'inizio degli anni Novanta: José Canseco (rosso), Ryne Sandberg (verde), Roger Clemens (giallo) e Darryl Strawberry (blu). Nella versione giapponese, invece, i personaggi vennero chiamati semplicemente con i nomi dei propri colori.

## Accoglienza ed eredità
Nonostante fosse stato uno dei migliori successi arcade in Giappone, ricevendo buone recensioni dalla critica durante la sua uscita nel 1993, rispetto alle vendite di altri videogiochi dell'epoca Ninja Baseball Bat Man ebbe scarso successo nel resto dell'Estremo Oriente e in Nord America. Delle 1042 unità vendute, solo 50 vennero acquistate in Nord America, rendendo questo videogioco piuttosto raro (soprattutto negli Stati Uniti). Ciononostante, grazie all'emulatore arcade MAME Ninja Baseball Bat Man ha guadagnato maggior popolarità a distanza di anni dalla propria uscita.
Nel 1992 (un anno dopo la creazione della sua idea e un anno prima dell'uscita di Ninja Baseball Bat Man) Maniscalco lasciò la Irem e si trasferì nella divisione statunitense di Data East; per tale motivo non ebbe modo di commercializzare né gestire altri prodotti relativi al videogioco. Tuttavia, stando ad una sua intervista su GameRoom, Maniscalco possiede i diritti su Ninja Baseball Bat Man per prodotti che non siano videogiochi, mentre la divisione giapponese di Irem possiede quelli relativi alla produzione di videogiochi.